# Mezoneta
Mezoneta (z fr. maisonnette – domek, ang. maisonette) – dwupoziomowe mieszkanie, ze schodami, w bloku mieszkalnym. Również rodzaj wielopoziomowego zakwaterowania hotelowego.

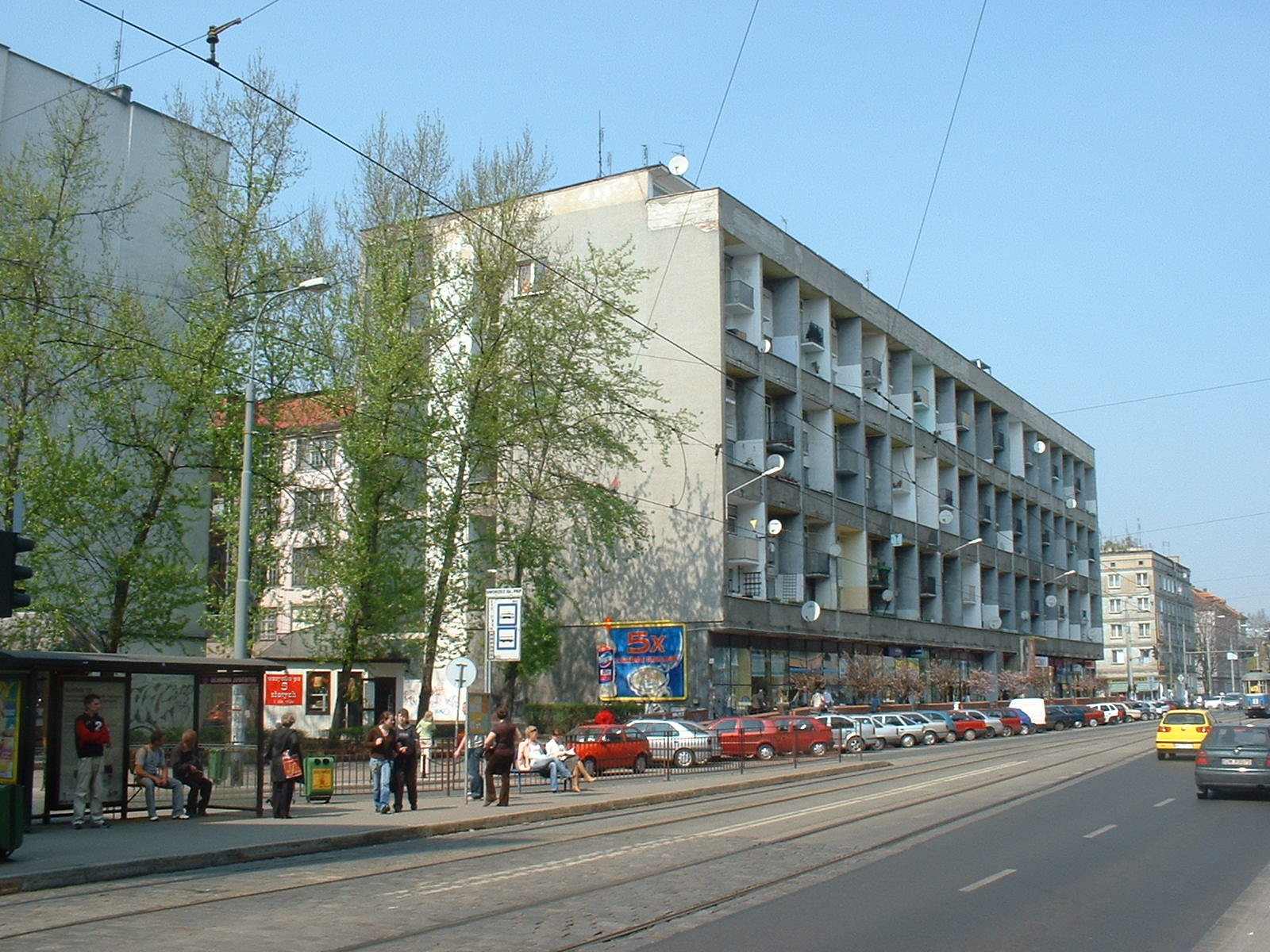
Wrocław, mezonetowiec

Przykładową polską realizacją takiej koncepcji budownictwa jest wrocławski mezonetowiec ukończony w 1960 r.